# Gesta principum Polonorum
Gesta principum Polonorum (česky Činy polských knížat, případně Kronika a činy polských knížat a vládců) jsou souborem středověkých písní o činech věnovaných životě a činům polského knížete Boleslava III. Křivoústého, jeho předkům a Polskému knížectví před a během jeho vlády.
Původní text byl sepsán někdy mezi léty 1112 až 1118, přičemž dodnes se dochoval ve třech rukopisech a ve dvou odlišných podáních. Za autora, ač je text anonymní, je považován jistý Gallus Anonymus, který bývá spojován s klášterem v Saint-Gilles, případně s jinými místy v západní Evropě.
Tato kronika je jedním z nejstarších dokumentů věnovaných polské historii a zároveň nabízí i jedinečné pojetí evropských dějin z východo-evropského pohledu, čímž doplňuje pojetí západních a jihoevropských kronikářů.